# Kiełbzak
Kiełbzak – część wsi Rudusk w Polsce położona na Pojezierzu Dobrzyńskim, w województwie kujawsko-pomorskim, w powiecie golubsko-dobrzyńskim, w gminie Zbójno.
Miejscowość stanowi integralną część sołectwa Rudusk.
Zachowane pozostałości dawnego młyna.
W latach 1975–1998 miejscowość administracyjnie należała do województwa włocławskiego.